# Rešice

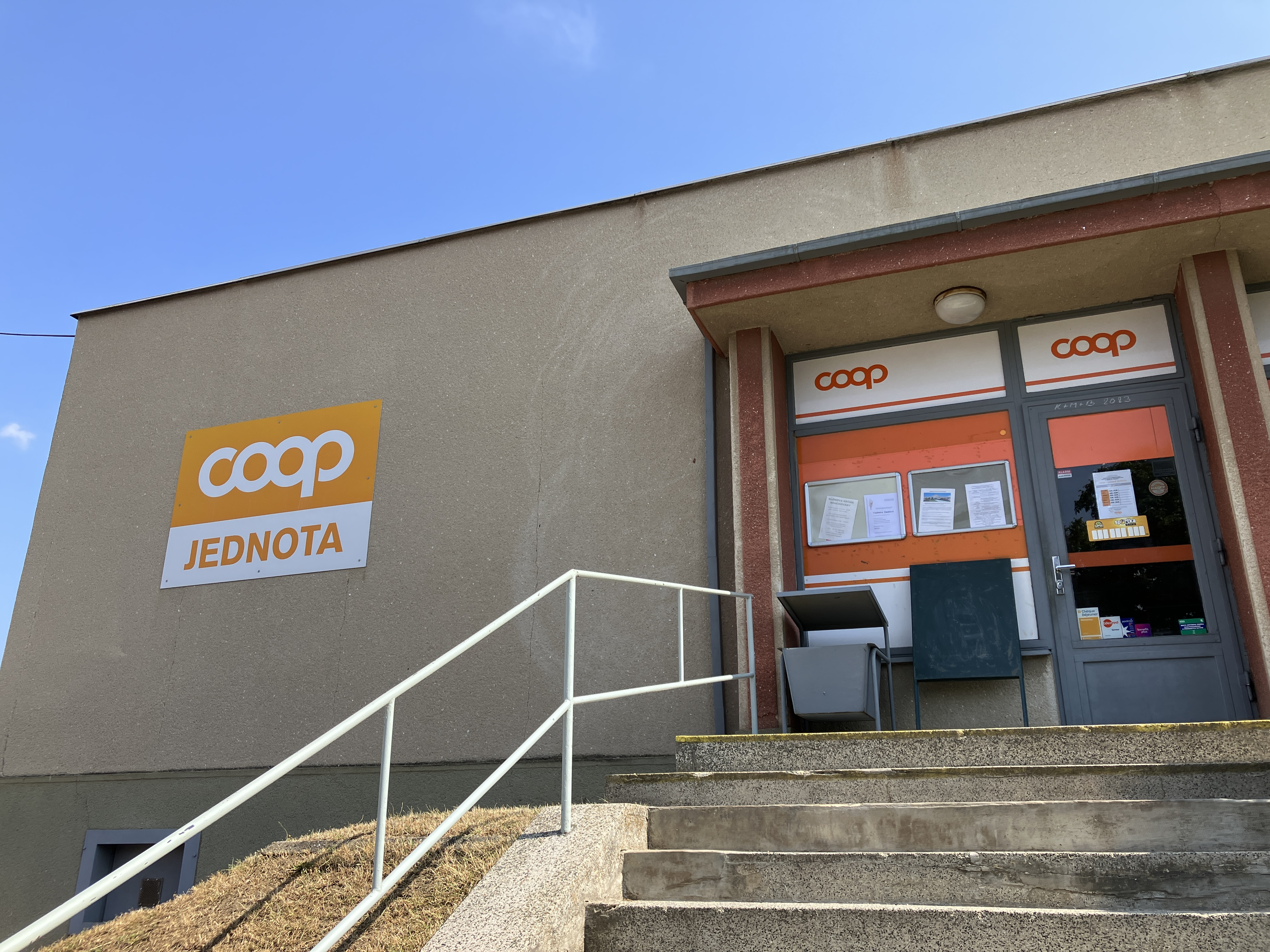
Coop jednota v obci

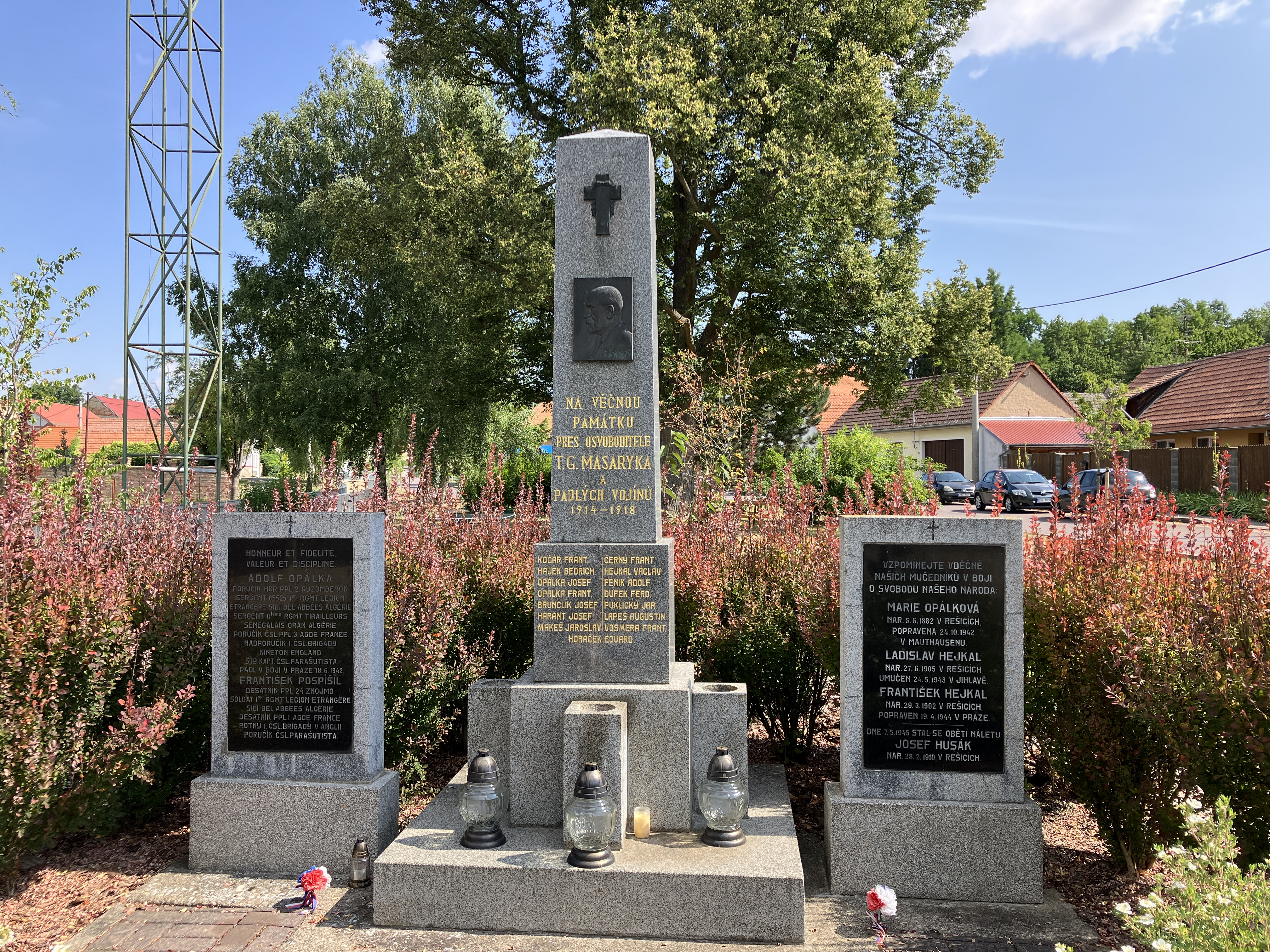
Památník

Rešice (německy Röschitz) jsou obec v okrese Znojmo v Jihomoravském kraji. Žije zde 329 obyvatel. Na sever od obce se nachází Jaderná elektrárna Dukovany. K Rešicím náleží osada a katastrální území Kordula při silnici na Rouchovany.

## Název
Jméno vesnice bylo zprvu pojmenováním jejích obyvatel (tvar zakončený na -ici). To bylo odvozeno od osobního jména, jehož znění se pro nejednostnost písemných dokladů (1271 Retschize, 1358 Rissitz, 1378 Rzischicz, 1481 v Ryssiczich) nedá přesně určit. Nejpravděpodobnější nicméně je, že šlo o německé jméno Resch(e) a jméno (v podobě Rešici) tedy původně znamenalo "Reschovi lidé".
V 17. století byly používány názvy Dolní Ves Rešice a Dolní Ves.

## Historie
První písemná zmínka o obci pochází z roku 1358.

## Pamětihodnosti
- Zámek Rešice
- Kaple svatého Jana Nepomuckého
- Kaple Panny Marie Karmelské v Kordule
- Socha Panny Marie
- Dolmen
- Rodný dům Adolfa Opálky

## Současnost
V obci funguje sbor dobrovolných hasičů, který má 45 členů. Kromě zásahů zajišťují dobrovolní hasiči kulturní a společenský život v obci.

## Rodáci
- nadporučík Adolf Opálka (1915–1942), parašutista, velitel skupiny Out Distance
- rotmistr František Pospíšil (1919–1944), Opálkův bratranec, parašutista, velitel skupiny Bivouac